# Zair Montes
Zair Montes (Caracas, Venezuela 1982. november 27. –) venezuelai színésznő.

## Élete
Zair Montes 1982. november 27-én született Caracas-ban. Diplomáját a Universidad Central de Venezuela-n szerezte meg. Első szerepét a Lejana como el viento-ban játszotta. Ezek után olyan telenovellák következtek, mint a Cosita rica, vagy a Se solicita príncipe azul. Játszott színházban is, a Csipkerózsika darabban és filmben is, a La clase-ben.

## Szerepei

### Telenovellák, tévésorozatok
| Év   | Eredeti Cím                | Cím                 | Szerep                              |
| ---- | -------------------------- | ------------------- | ----------------------------------- |
| 2002 | Lejana como el viento      |                     | Alejandra                           |
| 2003 | Cosita rica                |                     | Dulce Chacón                        |
| 2005 | Se solicita príncipe azul  |                     | Petrica                             |
| 2006 | Mujer de mundo             |                     |                                     |
| 2006 | Voltea pa' que te enamores |                     | Felicita Guzmán                     |
| 2008 | Torrente                   |                     | Charí                               |
| 2010 | Si me miran tus ojos       | Határtalan szerelem | Mariana Márquez / Mariana Salaverry |
| 2011 | Popland!                   |                     | Alexa                               |

### Játékfilmek
| Év   | Eredeti Cím | Cím | Szerep    |
| ---- | ----------- | --- | --------- |
| 2007 | La clase    |     | Margarita |
| 2011 | Carrusel    |     |           |

### Színház
| Év   | Eredeti Cím                               | Cím           | Szerep  |
| ---- | ----------------------------------------- | ------------- | ------- |
| 2007 | La Bella Durmiente y el Príncipe Valiente | Csipkerózsika | Aurora  |
| 2008 | Hércules                                  |               | Mégara  |
| 2009 | El Circo de los Sueños                    |               | Mariana |
| 2010 | La Caja Musical                           |               | Sandy   |
| 2012 | El Club deé Tropel                        |               |         |